# Petrovice (Bytča)
Petrovice es un municipio del distrito de Bytča en la región de Žilina, Eslovaquia, con una población estimada a final del año 2024 de 1671 habitantes.
Se encuentra ubicado al oeste de la región, cerca del curso alto del río Váh (cuenca hidrográfica del Danubio) y de la frontera con la región de Trenčín.

## Demografía
| Año        | 1994 | 2004    | 2014    | 2024    |
| ---------- | ---- | ------- | ------- | ------- |
| Población  | 1339 | 1472    | 1559    | 1671    |
| Diferencia |      | +9,93 % | +5,91 % | +7,18 % |

| Año        | 2023 | 2024    |
| ---------- | ---- | ------- |
| Población  | 1663 | 1671    |
| Diferencia |      | +0,48 % |